# Atari Force
Atari Force es el nombre de dos series de cómics publicadas por la editorial de origen estadounidense DC Comics de 1982 a 1986, que estaban basadas en las marcas y mercancías de Atari, Inc.

## Historia de la publicación
La primera saga de Atari Force solo comprendía 5 historietas publicadas en 1982, creadas como una forma de ilustrar de mejor forma las historias que los compradores veían a través de sus videoconsolas de la compañía de juegos subsidiaria de Warner Communications Atari. Los cómics fueron incluidos junto con los juegos Defender, Berzerk, Star Raiders, Phoenix y Galaxian. Las historietas fueron escritas por Gerry Conway y Roy Thomas y su lista de artistas incluyó a Ross Andru, Gil Kane, Dick Giordano y Mike DeCarlo.
Dos adelantos promocionales aparecieron en las portadas de dos de los cómics de DC lanzados en enero de 1983, sirviendo como precuela de la serie lanzada un año después. Los adelantos mostraban la historia publicada anteriormente junto al juego Phoenix —llevando el mismo nombre—, pero el título de la historieta fue cambiado a Code Name: Liberator y presentaba una nave espacial llamada Liberator. En adición a esto el arte utilizado para representar a los extraterrestres los representaba haciéndolos parecer mucho más a las ranas. Atari lanzó posteriormente el juego Liberator presentando en el al comandante Martin Champion y el nombre de Atary Force por primera vez.
La segunda serie de cómics (enero de 1984 - agosto de 1985) fue lanzada mensualmente en el formato tradicional de los cómics de DC, la editorial conformo dicha serie con 20 números. Gerry Conway continuo siendo el escritor de la serie mientras que José Luis García-López se convirtió en su principal dibujante. Sin embargo el dibujante de la primera serie Ross Andru se encargó de los tomos 4 y 5.  En los tomos #13 y 14, Eduardo Barreto se encargó de los dibujos, mientras que Mike Baron se convirtió en el escritor de la serie desde el #14 al #20. Los cómics 12 a 20 también presentaron historias extra de diferentes artistas y escritores. En 1986, una edición especial fue lanzada, contó con el trabajo de diferentes artistas, muchos de los cuales habían trabajado en las historias extra incluidas en la segunda saga.

## Biografía ficticia
El Atari Force original era un equipo de humanos provenientes de diferentes naciones que utilizaban la nave multi-dimensional Scanner One para buscar un nuevo planeta en el cual asentar a la humanidad luego de que la tierra sucumbiera por la devastación producida contra todo lo ecológico.  El equipo fue seleccionado por A.T.A.R.I. (siglas para Advanced Technology And Research Institute) y estaba constituido por Martin Champion el comandante de misión, la piloto Lydia Perez, Li-San O'Rourke un oficial de seguridad, Mohandas Singh el ingeniero de vuelo y el Dr. Lucas Orion desempeñándose como oficial médico. Una criatura alien semi-sintiente llamada Hukka se unió al equipo como su mascota. 
El segundo equipo, conformado 25 años después del primero también estaba comandado por Martin Champion. Él estaba convencido de que el enemigo original del primer equipo, Dark Destroyer, seguía existiendo, a pesar de que estaba en lo correcto la gran mayoría de la humanidad no creía en ello, pero lo complacían por ser el gran líder del primer Atari Force. Otros miembros del nuevo equipo eran: Christopher «Tempest» Champion, hijo de Martin Champion y Lydia Perez; Erin «Dart» Bia O'Rourke-Singh, hija de Mohandas Singh y Li-San O'Rourke; Hukka; Morphea, una insectoide; Babe, un niño extraterrestre de un increíble tamaño y fuerza y Pakrat, un roedor humanoide. Adiciones posteriores al equipo fueron Blackjak, el amor humano de Dart; Taz, un pequeño guerrero alíen y Kargg, un extrabajador de Dark Destroyer.

### Universo DC
Shazam menciona que salvó a Atari Force de derrotar al Game Master en Gamelands en Shazam! Vol. 14 (noviembre de 2020).